# 胡显峰
胡显峰（?—）籍贯不详，保钓运动人士。

## 生平
胡显峰早年曾在南海舰队服役，后退伍。
2004年3月24日，冯锦华、张立昆、尹冬明、王喜强、方卫强、殷敏洪、胡显峰等7名大陆人士于北京时间早晨6时26分首次成功登陆钓鱼岛，并展开一面中华人民共和国国旗。此次行动的总指挥是虞海泽。退伍兵胡显峰是这7人中唯一一位没有参加2003年大陆人士首航钓鱼岛行动者，在保钓船临出发前才从外地赶到，和冯锦华等人首次见面。7人登岛后，随后日本海上保安厅人员登上钓鱼岛强行拘捕了他们。日本媒体于3月25日报道称：“今天冲绳县警在25日午前把登上24日登上尖阁列岛的中国7名活动家用11管区海上保安本部的海上巡视船送到了冲绳本岛，巡视船在 25日9点45分进入那霸港，冲绳县警本部把7人分送到那霸警察署等4个警察署，由中国语翻译同席，对他们登岛的目的和在岛上的行动进行了调查。县警察说他们全体7个人都没有带护照，警方正在研究是把他们在审查完之后送检继续搜查，还是送给福岗入国管理局那霸支局。” 3月25日，这7位保钓人士在日本那霸受到搜身、强行拍照、审讯。最后，日本方面强制遣返了这7人，但这7人均未在认定强制遣返的文书上签字。3月26日下午，7位保钓人士乘飞机抵达上海。